# أوغستان لوي كوشي
أوغستان لوي كوشي (بالفرنسية: Augustin-Louis Cauchy؛ تُلفظ ‎[ogysˈtɛ̃ lwi koˈʃi]‏) هو رياضياتي فرنسي. ولد في الواحد والعشرين من غشت/أغسطس عام 1789 وتوفي في 23 مايو عام 1857.
بدأ كوشي مشروعا لصياغة وإثبات نظريات الحساب المتناهي في الصغر على نحو دقيق وكان بذلك من رواد التحليل الرياضي. ووضع أيضا العديد من النظريات الهامة في التحليل المركب وبدأ أيضا دراسة زمر التبديلات. وبصفته رياضيا ضليعا عبر طرقه الواضحة والدقيقة كان له تأثير واسع على معاصريه ولاحقيه. تغطي كتاباته نطاقاً كاملاً من الرياضيات والفيزياء الرياضية.

## سيرته
يعتبر كوشي سيد التحليل بلا منافس خلال النصف الأول من القرن التاسع عشر. فقد سجلت أعماله منعطفاً في تاريخ الرياضيات. فقد كان طالباً في المدرسة المتعددة التكنولوجية الفرنسية، وعمل عدة سنوات مهندس جسور. وبعد التخصص بالرياضيات البحتة، ابتداء من العام 1813، عمل أستاذاً في المدرسة التي تخرج منها ومن ثم في السوربون. ودخل عضواً في أكاديمية العلوم سنة 1816.
نفي إلى تورين بسبب خلاف مع لويس فيليب، و هناك شغل كرسي الفيزياء الرياضية, ثم عاد إلى باريس سنة 1838 حيث سمح له بالعودة إلى المدرسة المتعددة التكنولوجية.

### طفولته ونشأته
والد أوغستان هو لويس فرانسوا كوشي (1760-1848) ووالدته هي وماري-مادلين ديستري. كان لكوشي شقيقان :
ألكسندر لوران كوشي (1792-1857)، الذي أصبح رئيسا لتقسيم محكمة الاستئناف في عام 1847، وقاضيا في محكمة النقض في عام 1849 ; و يوجين فرانسوا كوشي (1802-1877) والذي كان ناشرا لأعماله الرياضية.
تزوج كوشي ألواس دي بوري في 1818. التي هي قريبه للناشر الذي نشر أعماله وقال إنه من قبلها ابنتان، ماري فرانسواز أليسيا (1819) وماري ماتيلد (1823).

### تكوينه في الهندسة
بعد الانتهاء من الدراسة الجامعية في عام 1810، قبل كوشي وظيفة مهندس في شيربورغ، حيث يقصد نابليون لبناء قاعدة بحرية.

### في المنفى
في يوليو من عام 1830، عرفت فرنسا ثورة أخرى. هرب شارل العاشر من البلاد، وخلفه الملك لويس فيليب في مجلس أورليان. من ثم، احتدمت أعمال شغب، شارك فيها بشكل نشط طلاب المدرسة متعددة التقنيات، على مقربة من منزل كوشي في باريس.
كانت هذه الأحداث نقطة تحول في حياة كوشي، كما منعته من مواصلة أبحاثه في الرياضيات.
نتيجه لذلك أصبح يحمل الكراهية العميقة لليبراليين الذين ناولوا السلطة. غادر باريس متجها إلى خارج فرنسا وتاركا عائلته وراءه. قضى فترة قصيرة في فريبورغ في سويسرا، حيث كان عليه أن يقرر ما إذا كان أقسم اليمين على المطلوب من الولاء للنظام الجديد.
رفض القيام بذلك، وبالتالي فقدت كل مواقفه في باريس، إلا عضويته في الأكاديمية، والتي لم يكن مطلوبا على القسم.
في عام 1831 ذهب كوشي إلى مدينة تورينو الإيطالية، وبعد مرور بعض الوقت هناك، وقال إنه قبل عرضا من ملك سردينيا (الذي حكم تورينو ومنطقة بيدمونت المحيطة) لكرسي الفيزياء النظرية، التي أنشئت خصيصا له. درس في تورينو خلال 1832-1833. في عام 1831، تم انتخابه عضوا أجنبيا في الأكاديمية الملكية السويدية للعلوم.

## أعماله
نظرية التوابع القابلة للاشتقاق، والنظرية تعتبر من أهم أعمال كوشي. أهم المواضيع التي تناولها بالبحث هي: حساب التكاملات المحددة، التوسع في السلسلة وفي الحاصل اللانهائي، تمثيل حدود المعادلات التفاضلية.
اشتهر كوشي بطرق تدريسه ومقرراته التي نشرها مع زميله موانيو وتمارينه في الرياضيات، واشتهر أيضاً بالمعادلات التفاضلية ووضع ثلاث طرق للحل عرفت باسمه:
نظرية كوشي، وقاعدة كوشي، والصيغة المتكاملة عند كوشي، ومسألة كوشي. وبذلك يكون قد عمل في الرياضيات البحتة والرياضيات التطبيقية وفي كل مجال من مجالات الرياضيات.

### أعماله الأولى
انظر إلى مسألة أبولونيوس وإلى دائرة وإلى مميزة أويلر وإلى عديد السطوح وإلى نهاية متتالية.

### نظرية الأعداد
من بين مساهماته المهمة، كونه أول من برهن على مبرهنة العدد المضلعي لفيرما.

### الدوال المركبة
اشتُهر كوشي أساسا بفضل عمله على التحليل المركب.
انظر إلى مبرهنة التكامل لكوشي .
{\displaystyle \oint _{C}f(z)dz=0,}
حيث f(z) دالة تامة الشكل قيمها أعداد مركبة.
{\displaystyle f(z)=\phi (z)+{\frac {B_{1}}{z-a}}+{\frac {B_{2}}{(z-a)^{2}}}+\cdots +{\frac {B_{n}}{(z-a)^{n}}},\quad B_{i},z,a\in \mathbb {C} ,}
{\displaystyle {\underset {z=a}{\mathrm {Res} }}f(z)=\lim _{z\rightarrow a}(z-a)f(z),}
{\displaystyle f(a)={\frac {1}{2\pi i}}\oint _{C}{\frac {f(z)}{z-a}}dz,}
{\displaystyle {\frac {1}{2\pi i}}\oint _{C}f(z)dz=\sum _{k=1}^{n}{\underset {z=a_{k}}{\mathrm {Res} }}f(z),}

### دروس في التحليل

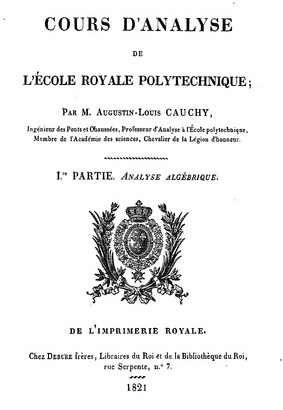
The title page of a textbook by Cauchy.

### مبرهنة تايلور
كان هو أول من برهن على مبرهنة تايلور بشكل قاطع. انظر إلى اختبار التكثف لكوشي.

## السياسة والاعتقادات الدينية
ترعرع أوغستان-لويس كوشي في عائلة موالية للملكية. كان ذلك سببا في فرار أبيه مع عائلته إلى مدينة أركوي خلال الثورة الفرنسية. كانت حياتهم هناك في هذه الفترة صعبة جدا. تحدث لويس فرانسوا، والد أوغستان-لويس عن عيش بالأرز والخبز والرقائق. في رسالة كتبها إلى أمه التي كانت تعيش في مدينة روان، لا يُعلم تاريخها، قال ما يلي:
لم نحصل أبدا على ما يزيد على نصف الرطل من الخبز (230 غراما)، وفي بعض الأحيان، لا نحصل على شيء. انظر إلى نشا البطاطا.
انظر إلى شارل آرميت وإلى مجاعة أيرلندا الكبرى.

## روابط خارجية
- أوغستان لوي كوشي على موقع الموسوعة البريطانية (الإنجليزية)
- أوغستان لوي كوشي على موقع إن إن دي بي (الإنجليزية)